# Вашингтон (Илиноис)
Вашингтон (енгл. Washington) град је у америчкој савезној држави Илиноис. По попису становништва из 2010. у њему је живело 15.134 становника.

## Демографија
Према попису становништва из 2010. у граду је живело 15.134 становника, што је 4.293 (39,6%) становника више него 2000. године.
| Група             | 2000.          | 2010.          |
| Белци             | 10.620 (98,0%) | 14.436 (95,4%) |
| Афроамериканци    | 28 (0,3%)      | 78 (0,5%)      |
| Азијати           | 46 (0,4%)      | 153 (1,0%)     |
| Хиспаноамериканци | 73 (0,7%)      | 248 (1,6%)     |
| Укупно            | 10.841         | 15.134         |